# Monte Augustus
O monte Augustus (em inglês:  Mount Augustus) é um monólito localizado no National Park Mount Augustus, a 852 km a norte de Perth, 490 km pela estrada leste de Carnavon e 390 km ao noroeste de Meekatharra, na Austrália Ocidental. O monte, principal característica do parque nacional, é conhecido como "Burringurrah" pelo povo local, os aborígenes Wadjari.
O monte Augustus tem no topo 1106 metros de altitude e, com aproximadamente 860 m acima da planície circundante, cobre uma área de 47.95 km². Tem um cume central de 8 km de comprimento. O monte Augustus é largamente difundido como "o maior monólito do mundo", mas tal afirmação não origina da literatura geologista, tampouco aparece para ser substanciado em outras pesquisas científicas. A reivindicação parece ter aumentado a rivalidade por um bom tempo com seu rival conterrâneo Uluru, também concorrente ao título de maior monólito.

## Geologia
Composto de arenito e conglomerado, o monte Augustus é uma formação conhecida pelos geologistas como Arenito Mount Augustus, e é coberto por um granito mais velho na extremidade norte. O Arenito Mount Augustus é uma deposição de antigos sistemas fluviais e algo mais novo que o antigo granito de 1650 milhões de anos abaixo dele. Os sedimentos originalmente horizontais, foram dobrados em um assimétrico anticlinal por movimentos de terra posteriores.

## História
Francis Thomas Gregory alcançou a cimeira em 3 de junho de 1858 durante sua épica jornada de 107 dias pela região de Gascoyne. Semanas depois ele nomeou o pico em homenagem ao seu irmão, Augustus Charles Gregory (1819 - 1905). Nessa época, Augustus estava em sua última expedição, o fracassado saque pela Queensland ocidental na intenção de procurar a localização de Ludwig Leichhardt.